# بيل كاتلر
بيل كاتلر (بالإنجليزية: Bill Cutler)‏ هو لاعب كرة قدم أسترالية أسترالي، ولد في 28 يوليو 1900 في Bowenvale ‏ في أستراليا، وتوفي في 13 أغسطس 1969 في Austin Hospital ‏ في أستراليا.

## وصلات خارجية
- بيل كاتلر على موقع AustralianFootball.com (الإنجليزية)
- بيل كاتلر على موقع AFLtables.com (الإنجليزية)